# Rab nuhatimmi
Rab nuhatimmi (akad. rab nuḫatimmī, rabi nuḫatimmī, rab nuḫatimmi, rab nuḫatimmu; asyr. rab nuḫatimmē, rab nuḫatimme; sum. LÚ GAL MU) – jedna z ważniejszych godności urzędniczych w starożytnej Asyrii i Babilonii, tłumaczona zazwyczaj jako „naczelny kucharz” lub „naczelny piekarz”.
W Asyrii i Babilonii osoba zwana nuḫatimmu, czyli „kucharzem” lub „piekarzem”, należała do personelu świątynnego bądź pałacowego i zajmowała się przygotowywaniem posiłków. Pracę takich osób nadzorował specjalny urzędnik noszący tytuł rab nuḫatimmī („naczelny kucharz” lub „naczelny piekarz”), który zarządzał całą kuchnią.
Na dworze asyryjskim osoba nosząca tytuł rab nuḫatimmē należała do ważniejszych urzędników królewskich. Nie tylko zarządzała ona królewską kuchnią, ale odpowiadała też za przygotowywanie królewskich uczt. Znany jest nam tekst, który opisuje, jak zgodnie z zachowaniem protokołu i etykiety dworskiej uczta taka miała przebiegać. Okazuje się, iż również w jej trakcie rab nuḫatimmē odegrać musiał swoją ceremonialną rolę:
„Wielkie kielichy zostały rozstawione na stołach. Zarządca pałacu (ša pān ekalli) występuje naprzód, mówiąc: 'Podczaszy (šāqû), rozlej napitek!' ... Następnie naczelny kucharz (rab nuḫatimmē) ogłasza: 'Posiłek został podany'. Następca tronu rozpoczyna ucztę ...”
Do zadań rab nuḫatimmē należało również rozdzielanie pomiędzy dworzan przysługujących im przydziałów żywności. Wspomniane jest to m.in. w jednym z zachowanych listów:
„Wyprowadziłem z pałacu owce, które rab nuḫatimmē kazał mi wydać”
Jednemu z „naczelnych kucharzy”, niejakiemu Sa’ilu, udało się nawet objąć urząd limmu (eponima). Uczeni przypuszczają, iż sprawować on mógł swój eponimat w 620 r. p.n.e. (S. Parpola, J. Reade) lub 618 r. p.n.e. (M. Falkner).
Po upadku Asyrii urząd ten wraz z wieloma innymi zapożyczony został przez Babilończyków, ale nie wiadomo dokładnie jaki zakres obowiązków miał rab nuḫatimmī na dworze babilońskim. Teksty rzadko mówią o jego aktywności poza Babilonem, chociaż jego wysłannicy wzmiankowani są w archiwach z różnych miast Babilonii. Pewne przesłanki zdają się jednak wskazywać, iż pełnić on mógł o wiele ważniejszą rolę, niż jego asyryjski odpowiednik: jedna z inskrypcji budowlanych króla Nabuchodonozora II (604–562 p.n.e.) wymienia bowiem niejakiego Nabu-zer-iddinę, noszącego tytuł rab nuḫatimmī, w gronie sześciu najwyższych dostojników pałacowych. Poza nim w grupie tej znaleźli się również: „intendent pałacu” (mašennu), „główny skarbnik” (rab kāṣirī), „zarządca pałacu” (ša pān ekalli), „majordomus” (rab bīti) i „dowódca gwardii królewskiej” (bēl ṭābīḫī).